# Hunt (Familienname)
Hunt ist ein Familienname aus dem anglo-amerikanischen Sprachraum.

## Namensträger

### A
- Aaron Hunt (* 1986), deutscher Fußballspieler
- Adam Hunt (Schachspieler) (1980–2024), britischer Schachspieler
- Adam Hunt (Dartspieler) (* 1993), englischer Dartspieler
- Alexander Cameron Hunt (1825–1894), US-amerikanischer Politiker
- Alfred William Hunt (1830–1896), englischer Maler
- Alvah Hunt (um 1798–1858), US-amerikanischer Politiker
- Amy Hunt (* 2002), britische Leichtathletin
- Andy Hunt (Autor) (* 1964), US-amerikanischer Autor
- Andy Hunt (* 1970), englischer Fußballspieler
- Anthony Hunt (1932–2022), britischer Bauingenieur
- Arthur Hunt (Wasserballspieler) (1886–1949), britischer Wasserballspieler
- Arthur Roope Hunt (1843–1914), englischer Geologe
- Arthur Surridge Hunt (1871–1934), englischer Papyrologe
- Ashley Hunt (* 1970), US-amerikanischer Konzeptkünstler, Videokünstler und Aktivist

### B
- Barbara Leigh-Hunt (1935–2024), britische Schauspielerin
- Ben Hunt-Davis (* 1972), britischer Ruderer
- Bishop Carleton Hunt (1900–1974), US-amerikanischer Ökonom
- Blu Hunt (* 19959), US-amerikanische Schauspielerin
- Bonnie Hunt (* 1961), US-amerikanische Schriftstellerin und Schauspielerin
- Brad Hunt (Schauspieler), US-amerikanischer Schauspieler
- Brad Hunt (Eishockeyspieler) (* 1988), kanadischer Eishockeyspieler

### C
- Cameron Hunt (Footballspieler) (* 1994), US-amerikanischer Footballspieler
- Cameron Hunt (Basketballspieler) (* 1997), US-amerikanischer Basketballspieler
- Carleton Hunt (1836–1921), US-amerikanischer Politiker
- Caroline Rose Hunt (1923–2018), US-amerikanische Milliardenerbin, Hotelier und Philanthropin
- Chad Hunt (* 1975), US-amerikanischer Pornodarsteller
- Chandler Hunt (* 1998), US-amerikanischer Snowboarder
- Charles Hunt (1833–1868), australischer Entdecker
- Chris Hunt (* 1968), englischer Badmintonspieler
- Christine Hunt (1950–2020), australische Speerwerferin
- Clare Hunt (* 1999), australische Fußballspielerin
- Clark Hunt (* 1965), US-amerikanischer Unternehmer und Sportfunktionär
- Courtney Hunt (* 1964), US-amerikanische Regisseurin und Drehbuchautorin

### D
- Damian Hunt, britischer Schauspieler
- Dan Hunt (* 1976), US-amerikanischer Fußballfunktionär und Unternehmer
- Darryl Hunt (1950–2022), britischer Musiker und Songwriter
- Dave Hunt (Apologet) (1926–2013), US-amerikanischer christlicher Apologet, Prediger und Autor
- Dave Hunt (Politiker) (* 1967), US-amerikanischer Politiker (Oregon)
- Dave Hunt (Musiker), britischer Musiker
- David Hunt (Ornithologe) (1934–1985), britischer Ornithologe
- David Hunt (Segler) (* 1934), britischer Segler
- David Hunt, Pseudonym von William Bayer (* 1939), US-amerikanischer Schriftsteller
- David Hunt (Politiker) (* 1942), britischer Politiker
- David Hunt (Schauspieler) (* 1954), britischer Schauspieler
- David Hunt (Fußballspieler, 1959) (* 1959), englischer Fußballspieler
- David Hunt (Rennfahrer) (1960–2015), britischer Rennfahrer
- David Hunt (Fußballspieler, 1980) (* 1980), englischer Fußballspieler
- David Hunt (Fußballspieler, 1982) (* 1982), englischer Fußballspieler
- David Hunt (Ruderer) (* 1991), südafrikanischer Ruderer
- David R. Hunt (* 1945), englischer Badmintonspieler
- David Richard Hunt (1938–2019), englischer Botaniker
- Dennis Hunt (1937–2019), englischer Fußballspieler
- Dick Hunt (* 1935), US-amerikanischer Eisschnellläufer
- Donald F. Hunt (* 1940), US-amerikanischer Biochemiker
- Dryden Hunt (* 1995), kanadischer Eishockeyspieler

### E
- E. Howard Hunt (Everette Howard Hunt; 1918–2007), US-amerikanischer Nachrichtendienstmitarbeiter und Schriftsteller
- Earl Hunt (1933–2016), US-amerikanischer Psychologe
- Ed Hunt, US-amerikanischer Drehbuchautor, Filmregisseur und Filmproduzent
- Ella Hunt (* 1998), britische Schauspielerin
- Emma Hunt (* 2003), amerikanische Sportkletterin

### F
- Fern Hunt (* 1948), US-amerikanische Mathematikerin
- Florence Hunt (* 2007), britische Schauspielerin
- Frances Irwin Hunt (1890–1981), neuseeländische Malerin
- Francesca Hunt, britische Schauspielerin
- Frank W. Hunt (1871–1906), US-amerikanischer Politiker
- Franklin Hunt (1883–nach 1976), US-amerikanischer Physiker
- Frederick Vinton Hunt (1905–1972), US-amerikanischer Ingenieur, Erfinder und Hochschullehrer

### G
- Gareth Hunt (1942–2007), englischer Schauspieler
- Geoff Hunt (* 1947), australischer Squashspieler
- Geoff Hunt (* 1948), englischer Maler
- George Hunt (Ethnologe) (1854–1933), kanadischer Ethnologe
- George Hunt (Musiker) (um 1906–um 1946), US-amerikanischer Posaunist
- George Hunt (Fußballspieler, 1910) (1910–1996), englischer Fußballspieler
- George Hunt (Ruderer) (1916–1999), US-amerikanischer Ruderer
- George Hunt (Fußballspieler, 1917) (1917–1990), englischer Fußballspieler
- George Hunt (Fußballspieler, 1922) (1922–1987), englischer Fußballspieler
- George W. P. Hunt (1859–1934), US-amerikanischer Politiker
- George Ward Hunt (1825–1877), britischer Politiker
- Gilbert Hunt (1916–2008), US-amerikanischer Mathematiker
- Grady Hunt (1921–2013), US-amerikanischer Kostümbildner
- Graham Hunt (* 1953), australischer Dartspieler
- Greg Hunt (* 1965), australischer Politiker
- Guy Hunt (Golfspieler) (Guy Lewis Hunt; * 1947), englischer Golfspieler

### H
- H. Guy Hunt (Harold Guy Hunt; 1933–2009), US-amerikanischer Politiker
- Haroldson Hunt (1889–1974), US-amerikanischer Ölunternehmer
- Harriet Hunt (* 1978), englische Schachspielerin
- Harriot Kezia Hunt (1805–1875), amerikanische Ärztin und Aktivistin
- Helen Hunt (* 1963), US-amerikanische Schauspielerin
- Helen LaKelly Hunt (* 1949), US-amerikanische Feministin
- Henry Hunt (1773–1835), englischer Politiker (Chartist)
- Henry Jackson Hunt (1819–1889), US-amerikanischer General in Sezessionskrieg
- Herbert James Hunt (1899–1973), britischer Romanist und Literaturwissenschaftler
- Hiram P. Hunt (1796–1865), US-amerikanischer Politiker
- Hugh Hunt (1902–1988), US-amerikanischer Szenenbildner und Art-Director

### J
- J. Roy Hunt (1884–1972), US-amerikanischer Kameramann
- Jack Hunt (* 1990), englischer Fußballspieler
- Jacqueline Hunt (* 1968), Vorstand der Allianz SE
- James Hunt (1947–1993), britischer Automobilrennfahrer
- James Hunt (Anthropologe) (1833–1869), britischer Anthropologe
- James Hunt (Fußballspieler) (* 1976), englischer Fußballspieler
- James Hunt (Segler) (* 1936), US-amerikanischer Segler
- James B. Hunt (1799–1857), US-amerikanischer Politiker
- Jamie Hunt (* 1984), kanadischer Eishockeyspieler
- Jamie Hunt (Tennisspieler) (* 1988), US-amerikanischer Tennisspieler
- Jay Hunt (1855–1932), US-amerikanischer Filmregisseur und Schauspieler
- Jennifer Hunt (* 1965), US-amerikanische Wirtschaftswissenschaftlerin
- Jeremy Hunt (* 1966), britischer Politiker (Conservative Party)
- Jeremy Hunt (Radsportler) (* 1974), britischer Radrennfahrer
- Jerry Hunt (1943–1993), US-amerikanischer Komponist
- Jim Hunt (* 1937), US-amerikanischer Politiker
- Jimmie Hunt (* 1982), US-amerikanischer Basketballspieler
- Jimmy Hunt (1939–2025), US-amerikanischer Schauspieler
- Joe Hunt (Politiker) (um 1910–nach 1964), US-amerikanischer Restaurantbesitzer und Politiker
- Joe Hunt (* 1938), US-amerikanischer Jazzmusiker und Musikpädagoge
- John Hunt (Ornithologe) (1777–1842), britischer Ornithologe und Illustrator
- John Hunt (Theologe) (1827–um 1908), britischer Theologe und Schriftsteller
- John Hunt, Baron Hunt of Fawley (1905–1987), britischer Arzt, Offizier und Politiker
- John Hunt, Baron Hunt (1910–1998), britischer Offizier und Bergsteiger
- John Hunt, Baron Hunt of Tanworth (1919–2008), britischer Politiker
- John Dixon Hunt (* 1936), britischer Historiker
- John E. Hunt (John Edmund Hunt; 1908–1989), US-amerikanischer Politiker
- John Montgomerie Hunt (1897–1980), britischer Offizier
- John T. Hunt (John Thomas Hunt; 1860–1916), US-amerikanischer Politiker
- Johnnie Bryan Hunt Sr. (1927–2006), US-amerikanischer Unternehmer und Gründer von J.B. Hunt
- Jonathan Hunt (Politiker, 1738) (1738–1823), US-amerikanischer Landbesitzer und Politiker (Vermont)
- Jonathan Hunt (Politiker, 1787) (1787–1832), US-amerikanischer Politiker (Vermont)
- Jonathan Hunt (Politiker, 1938) (Jonathan Lucas Hunt; 1938–2024), neuseeländischer Politiker
- Jonathan Hunt (Fußballspieler) (* 1971), englischer Fußballspieler
- Joseph Hunt (1919–1945), US-amerikanischer Tennisspieler
- Julian Hunt, Baron Hunt of Chesterton (* 1941), britischer Meteorologe

### K
- Kareem Hunt (* 1995), US-amerikanischer Footballspieler
- Kenneth Hunt (1884–1949), englischer Fußballspieler

### L
- Lamar Hunt (1932–2006), US-amerikanischer Sportlobbyist
- Lamar Hunt junior (* 1956), US-amerikanischer Unternehmer, Sportfunktionär und Philanthrop
- Leigh Hunt (1784–1859), englischer Dichter
- Lesley Hunt (* 1950), australische Tennisspielerin
- Leslie G. Hunt (* 1954), deutsch-US-amerikanischer Maler und Radierer
- Lester C. Hunt (1892–1954), US-amerikanischer Politiker
- Linda Hunt (* 1945), US-amerikanische Schauspielerin
- Lorraine Hunt (Politikerin) (* 1939), US-amerikanische Politikerin
- Lorraine Hunt (Fußballspielerin), englische Fußballspielerin
- Lorraine Hunt Lieberson (1954–2006), US-amerikanische Sängerin (Mezzosopran)
- Louise Hunt (* 1991), britische Rollstuhltennisspielerin
- Lynn Hunt (* 1945), US-amerikanische Historikerin

### M
- Margaret Hunt Hill (1915–2007), US-amerikanische Milliardenerbin und Philanthropin
- Marjorie Hunt (* 1954), Autorin, Filmproduzentin und Filmregisseurin
- Mark Hunt (* 1974), neuseeländischer Kampfsportler und Boxer
- Mark Hunt (Fußballspieler) (* 1969), englischer Fußballspieler
- Marsha Hunt (Schauspielerin) (1917–2022), US-amerikanische Schauspielerin und Zeitzeugin
- Marsha Hunt (Sängerin) (* 1946), US-amerikanische Sängerin, Schriftstellerin, Schauspielerin und Model
- Martha Hunt (* 1989), US-amerikanisches Model
- Martin Hunt (Politiker), nauruischer Politiker
- Martin Hunt (Soldat) (1872–1938), US-amerikanischer Soldat und Träger der Medal of Honor
- Martin Hunt (Künstler) (1942–2018), britischer Keramiker
- Martita Hunt (1900–1969), britische Schauspielerin
- Mary E. Hunt (* 1951), US-amerikanische Theologin und Autorin
- Mary Hannah Hanchett Hunt (1830–1906), US-amerikanische Führerin der Abstinenzbewegung
- Michael H. Hunt (1942–2018), US-amerikanischer Historiker

### N
- Nelson Bunker Hunt (1926–2014), US-amerikanischer Spekulant
- Nicholas Hunt (1930–2013), britischer General
- Nicky Hunt (* 1983), englischer Fußballspieler
- Nicole Hunt (* 1970), US-amerikanische Sommerbiathletin
- Norman Crowther Hunt, Baron Crowther-Hunt (1920–1987), britischer Politikwissenschaftler und Politiker (Labour Party)

### P
- Patrick Hunt (* 1951), US-amerikanischer Archäologe
- Patricia Hunt, Entwicklungsbiologin
- Paul Hunt (Jurist), neuseeländischer Jurist und Menschenrechtsexperte
- Paul Hunt (Filmschaffender) (1943–2011), US-amerikanischer Filmschaffender
- Paul D. Hunt (Schauspieler) (* 1978), US-amerikanischer Schauspieler
- Paul D. Hunt (Schriftdesigner), US-amerikanischer Schriftdesigner
- Pee Wee Hunt (1907–1979), US-amerikanischer Posaunist, Sänger und Bandleader
- Penny Hunt (* 1948), neuseeländische Sprinterin
- Percy Hunt (1908–nach 1937), britischer Motorradrennfahrer
- Peter Mervyn Hunt (1916–1988), britischer General
- Peter H. Hunt (1938–2020), US-amerikanischer Regisseur
- Peter R. Hunt (1925–2002), britischer Filmregisseur und Filmeditor
- Peter Hunt (Dartspieler) (geb. 1965), neuseeländischer Dartspieler
- Peter Hunt (geb. 1945), britischer Literaturkritiker
- Philip Hunt (Priester) (1772–1838), britischer Priester und Antiquar
- Philip Hunt (Politiker) (* 1949), britischer Politiker
- Philip Hunt (Regisseur), britischer Trickfilmregisseur
- Philip Hunt (Footballspieler) (* 1986), US-amerikanischer American-Football-Spieler

### Q
- Quinaceo Hunt (* 2000), bermudischer Fußballtorhüter

### R
- Ralph Hunt (1928–2011), australischer Politiker
- Reid Hunt (1870–1948), US-amerikanischer Pharmakologe
- Rex Hunt (1926–2012), britischer Politiker und Gouverneur
- Richard Hunt (Musiker) (1930–2011), kanadischer Pianist und Komponist
- Richard Hunt (Künstler, 1935) (1935–2023), US-amerikanischer Bildhauer
- Richard Hunt (Puppenspieler) (1951–1992), US-amerikanischer Puppenspieler, Schauspieler und Regisseur
- Richard Hunt (Künstler, 1951) (* 1951), kanadischer Künstler
- Richard Allen Hunt (1937–2009), US-amerikanischer Mathematiker
- Richard Howland Hunt (1862–1931), US-amerikanischer Architekt
- Richard Morris Hunt (1827–1895), US-amerikanischer Architekt
- Richard Timothy Hunt (* 1943), britischer Biochemiker, siehe Tim Hunt
- Rimo Hunt (* 1985), estnischer Fußballspieler
- Robert Hunt (1807–1887), englischer Naturphilosoph
- Rocco Hunt (eigentlich Rocco Pagliarulo; * 1994), italienischer Rapper
- Roger Hunt (1938–2021), englischer Fußballspieler
- Ronald Leigh-Hunt (1920–2005), britischer Schauspieler
- Ruth Hunt, Baroness Hunt of Bethnal Green (* 1980), britische Politikerin

### S
- Sam Hunt (Dichter) (* 1946), neuseeländischer Dichter
- Sam Hunt (Footballspieler, 1951) (* 1951), US-amerikanischer American-Football-Spieler
- Sam Hunt (Footballspieler, 1983) (* 1983), australischer Australian-Football-Spieler
- Sam Hunt (Sänger) (* 1984), US-amerikanischer Countrysänger und Songwriter
- Sam Hunt (Eishockeyspielerin) (* 1987), kanadische Eishockeyspielerin
- Samantha Hunt (* 1971), US-amerikanische Autorin
- Samuel Hunt (1765–1807), US-amerikanischer Politiker
- Shelby D. Hunt (1939–2022), US-amerikanischer Organisationstheoretiker und Hochschullehrer für Marketing
- Stephen Hunt (Autor) (* 1966), britischer Schriftsteller
- Stephen Hunt (Fußballspieler, 1981) (* 1981), irischer Fußballspieler
- Stephen Hunt (Fußballspieler, 1984) (* 1984), englischer Fußballspieler
- Steve Hunt (Schlagzeuger) (* 1954), US-amerikanischer Schlagzeuger
- Steve Hunt (Fußballspieler) (* 1956), englischer Fußballspieler
- Steve Hunt (Pianist) (* 1958), US-amerikanischer Jazzpianist
- Steve Hunt (Segler), US-amerikanischer Segler
- Steven Hunt (* 1990), kanadischer Volleyballspieler
- Swanee Hunt (* 1950), US-amerikanische Diplomatin

### T
- Tamika Hunt (* 1993), australische Squashspielerin
- Theodore Gaillard Hunt (1805–1893), US-amerikanischer Politiker
- Thomas Sterry Hunt (1826–1892), US-amerikanischer Chemiker und Mineraloge
- Tim Hunt (* 1943), britischer Biochemiker
- Tommy Hunt (1933–2025), US-amerikanischer Sänger
- Tony Hunt (Künstler) (1942–2017), kanadischer Künstler
- Tony Hunt (Footballspieler) (* 1985), US-amerikanischer American-Football-Spieler
- Tristram Hunt (* 1974), britischer Historiker

### V
- Violet Hunt (1862–1942), britische Autorin

### W
- Walter Hunt (Erfinder) (1796–1859), US-amerikanischer Erfinder
- Walter Frederick Hunt (1882–1975), US-amerikanischer Mineraloge und Petrologe
- Walter H. Hunt (* 1959), US-amerikanischer Autor
- Ward Hunt (1810–1886), US-amerikanischer Richter
- Warren Hunt (Bischof) (William Warren Hunt; 1909–1994), britischer Geistlicher, Bischof von Repton
- Warren Hunt (Fußballspieler) (* 1984), englischer Fußballspieler
- Washington Hunt (1811–1867), US-amerikanischer Politiker
- Wesley Hunt (* 1981), US-amerikanischer Politiker
- William Hunt (Historiker) (1842–1931), britischer Historiker
- William Hunt (Künstler) (* 1977), britischer Performancekünstler und Autor
- William H. Hunt (William Henry Hunt; 1823–1884), US-amerikanischer Politiker
- William Henry Hunt (Maler) (1790–1864), englischer Maler
- William Henry Hunt (Politiker) (1857–1949), US-amerikanischer Jurist und Politiker, Gouverneur von Puerto Rico
- William Herbert Hunt (* 1929), US-amerikanischer Ölunternehmer
- William Holman Hunt (1827–1910), britischer Maler
- William Morris Hunt (1824–1879), US-amerikanischer Maler